# Lancer du marteau féminin aux championnats du monde d'athlétisme 2011
Navigation
Berlin 2009 Moscou 2013
L'épreuve du lancer du marteau féminin des championnats du monde de 2011 s'est déroulée les 2 et 4 septembre 2011 dans le stade de Daegu en Corée du Sud. Elle est remportée par la Russe Tatyana Lysenko.

## Records et performances

### Records
Les records du 20 kg femmes (mondial, des championnats et par continent) étaient avant les championnats 2011 les suivants 
| Record                    | Athlète           | Pays      | Distance | Lieu                         | Date             |
| ------------------------- | ----------------- | --------- | -------- | ---------------------------- | ---------------- |
| Record du monde           | Anita Włodarczyk  | Pologne   | 77,96 m  | Berlin, Allemagne            | 22 août 2009     |
| Record des championnats   | Anita Włodarczyk  | Pologne   | 77,96 m  | Berlin, Allemagne            | 22 août 2009     |
| Record d'Afrique          | Marwa Hussein     | Égypte    | 68,48 m  | Le Caire, Égypte             | 18 février 2002  |
| Record d'Asie             | Zhang Wenxiu      | Chine     | 74,86 m  | Shijiazhuang, Chine          | 3 août 2007      |
| Record d'Amérique du Nord | Yipsi Moreno      | Cuba      | 76,62 m  | Zagreb, Croatie              | 9 septembre 2008 |
| Record d'Amérique du Sud  | Jennifer Dahlgren | Argentine | 72,94 m  | Athens (Géorgie), États-Unis | 13 avril 2007    |
| Record d'Europe           | Anita Włodarczyk  | Pologne   | 77,96 m  | Berlin, Allemagne            | 22 août 2009     |
| Record d'Océanie          | Bronwyn Eagles    | Australie | 71,12 m  | Adélaïde, Australie          | 6 février 2003   |

## Engagées
Pour se qualifier, il faut avoir réalisé au moins 71,50 m (minimum A) ou 69,00 m (minimum B) entre le 15 octobre 2010 et le 15 août 2011.

## Médaillées
| Or                    | Argent              | Bronze             |
| Tatyana Lysenko (RUS) | Betty Heidler (GER) | Zhang Wenxiu (CHN) |

## Résultats

### Finale
| Rang               | Athlète           | Pays       | Essais  | Essais  | Essais  | Essais  | Essais  | Essais  | Marque  | Notes |
| Rang               | Athlète           | Pays       | 1       | 2       | 3       | 4       | 5       | 6       | Marque  | Notes |
| ------------------ | ----------------- | ---------- | ------- | ------- | ------- | ------- | ------- | ------- | ------- | ----- |
| Médaille d'or      | Tatyana Lysenko   | Russie     | 76,80 m | 77,09 m | 77,13 m | 74,51 m | 75,05 m | X       | 77,13 m | SB    |
| Médaille d'argent  | Betty Heidler     | Allemagne  | X       | 73,96 m | 74,70 m | X       | 76,06 m | X       | 76,06 m |       |
| Médaille de bronze | Zhang Wenxiu      | Chine      | 75,03 m | 74,31 m | X       | 73,17 m | 71,86 m | 74,79 m | 75,03 m |       |
| 4                  | Yipsi Moreno      | Cuba       | 73,29 m | X       | 74,48 m | X       | X       | X       | 74,48 m | SB    |
| 5                  | Anita Wlodarczyk  | Pologne    | 73,56 m | X       | 72,61 m | X       | X       | 72,65 m | 73,56 m | SB    |
| 6                  | Bianca Perie      | Roumanie   | 67,73 m | 70,40 m | 67,75 m | 70,24 m | 70,91 m | 72,04 m | 72,04 m | SB    |
| 7                  | Kathrin Klaas     | Allemagne  | 67,02 m | 70,18 m | 70,67 m | 71,89 m | 70,44 m | X       | 71,89 m |       |
| 8                  | Silvia Salis      | Italie     | 68,61 m | 69,88 m | X       |         |         |         | 69,88 m |       |
| 9                  | Jennifer Dahlgren | Argentine  | 68,27 m | X       | 69,72 m |         |         |         | 69,72 m |       |
| 10                 | Jessica Cosby     | États-Unis | X       |         | 68,91 m | 68,15 m |         |         | 68,91 m |       |
| 11                 | Stéphanie Falzon  | France     | 66,57 m | X       | X       |         |         |         | 66,57 m |       |
| —                  | Zalina Marghieva  | Moldavie   | 69,99 m | X       | 68,13 m | 70,24 m | 70,27 m | 68,76 m | 70,27 m | DQ    |

### Qualification
Qualification : 71,00 m m (Q) ou les 12 meilleurs lancers (q).
| Rang | Groupe | Athlète                | Nationalité  | Essai 1 | Essai 2 | Essai 3 | Résultat | Notes |
| ---- | ------ | ---------------------- | ------------ | ------- | ------- | ------- | -------- | ----- |
| 1    | A      | Zhang Wenxiu           | Chine        | 74,17 m |         |         | 74,17 m  | Q     |
| 2    | B      | Yipsi Moreno           | Cuba         | 73,29 m |         |         | 73,29 m  | Q     |
| 3    | B      | Jennifer Dahlgren      | Argentine    | 67,81 m | x       | 72,70 m | 72,70 m  | Q, SB |
| 4    | A      | Tatyana Lysenko        | Russie       | 71,94 m |         |         | 71,94 m  | Q     |
| 5    | A      | Kathrin Klaas          | Allemagne    | 69,26 m | 69,57 m | 71,69 m | 71,69 m  | Q     |
| 6    | B      | Betty Heidler          | Allemagne    | 71,48 m |         |         | 71,48 m  | Q     |
| 7    | B      | Anita Włodarczyk       | Pologne      | 71,09 m |         |         | 71,09 m  | Q     |
| 8    | A      | Jessica Cosby          | États-Unis   | 71,06 m |         |         | 71,06 m  | Q     |
| 9    | A      | Zalina Marghieva       | Moldavie     | x       | 70,09 m | 69,85 m | 70,09 m  | q     |
| 10   | A      | Silvia Salis           | Italie       | 69,82 m | 66,58 m | x       | 69,82 m  | q     |
| 11   | A      | Bianca Perie           | Roumanie     | 68,12 m | 69,66 m | 69,01 m | 69,66 m  | q     |
| 12   | A      | Stéphanie Falzon       | France       | x       | 68,92 m | 67,37 m | 68,92 m  | q     |
| 13   | B      | Éva Orbán              | Hongrie      | 68,89 m | 68,28 m | x       | 68,89 m  |       |
| 14   | A      | Amber Campbell         | États-Unis   | 68,26 m | 68,87 m | x       | 68,87 m  |       |
| 15   | B      | Jeneva McCall          | États-Unis   | 68,26 m | 65,22 m | 65,45 m | 68,26 m  |       |
| 16   | B      | Alena Matoshka         | Biélorussie  | x       | 68,23 m | 67,88 m | 68,23 m  |       |
| 17   | B      | Marina Marghiev        | Moldavie     | x       | 67,95 m | x       | 67,95 m  |       |
| 18   | B      | Berta Castells         | Espagne      | 67,74 m | 65,22 m | 67,02 m | 67,74 m  |       |
| 19   | B      | Nataliya Zolotukhina   | Ukraine      | 67,44 m | 67,57 m | 65,93 m | 67,57 m  |       |
| 20   | B      | Mona Holm              | Norvège      | 67,16 m | 66,97 m | x       | 67,16 m  |       |
| 21   | A      | Joanna Fiodorow        | Pologne      | x       | 66,88 m | x       | 66,88 m  |       |
| 22   | A      | Alexandra Papageorgiou | Grèce        | 64,38 m | 65,58 m | 66,77 m | 66,77 m  |       |
| 23   | A      | Amy Sène               | Sénégal      | 66,15 m | x       | 61,31 m | 66,15 m  |       |
| 24   | A      | Merja Korpela          | Finlande     | 63,93 m | x       | 65,64 m | 65,64 m  |       |
| 25   | A      | Vânia Silva            | Portugal     | 64,46 m | 65,40 m | 64,18 m | 65,40 m  |       |
| 26   | B      | Sophie Hitchon         | Royaume-Uni  | 61,91 m | x       | 64,93 m | 64,93 m  |       |
| 27   | B      | Masumi Aya             | Japon        | 60,14 m | 64,09 m | x       | 64,09 m  |       |
| 28   | A      | Heather Steacy         | Canada       | 63,39 m | x       | x       | 63,39 m  |       |
| 29   | B      | Liu Tingting           | Chine        | 61,45 m | 62,17 m | 63,12 m | 63,12 m  |       |
| 30   | A      | Kang Na-Ru             | Corée du Sud | 61,05 m | x       | x       | 61,05 m  |       |

## Légende
Records et Performances
- AR : Record continental (area record)
- CR : Record des championnats (championship record)
- MR : Record du meeting (meet record)
- NR : Record national (national record)
- OR : Record olympique (olympic record)
- PR : Record paralympique (paralympic record)
- PB : Record personnel (personal best)
- SB : Meilleure performance personnelle de la saison (season's best)
- WL : Meilleure performance mondiale de l'année (world leader)
- WJR : Record du monde junior (world junior record)
- WR : Record du monde (world record)

Circonstances et Conditions
- DNF : N'a pas terminé (did not finish)
- DNS : N'a pas pris le départ (did not start)
- DQ : Disqualification (disqualification)
- NM : Aucun essai valable enregistré (No Mark)
- Q : Qualifié « directement » au prochain tour (ou à la prochaine compétition), lors d'une compétition majeure, grâce au classement ou à la réalisation des minima (automatic qualifier)
- q : Qualifié au prochain tour (ou à la prochaine compétition), lors d'une compétition majeure, grâce au repêchage ou à la réalisation de l'une des meilleures performances parmi celles des « non qualifiés directement » (grâce au meilleur temps ou à la meilleure distance par exemple) (secondary qualifier)